# Fanghu
Fanghu (kinesiska: 防胡, 防胡镇) är en köping i Kina. Den ligger i provinsen Henan, i den centrala delen av landet, omkring 280 kilometer sydost om provinshuvudstaden Zhengzhou. Antalet invånare är 37 121. Befolkningen består av 19 125 kvinnor och 17 996 män. Barn under 15 år utgör 24,0 %, vuxna 15-64 år 64 %, och äldre över 65 år 10,0 %.
Genomsnittlig årsnederbörd är 1 211 millimeter. Den regnigaste månaden är augusti, med i genomsnitt 208 mm nederbörd, och den torraste är januari, med 21 mm nederbörd.